# Регенсберг
Регенсберг (нем. Regensberg) — коммуна в Швейцарии, в кантоне Цюрих.
Входит в состав округа Дильсдорф. Население составляет 470 человек (на 31 декабря 2007 года). Официальный код — 0095.